# Main
El Main és un riu d'Alemanya. És un dels afluents més cabalosos del Rin, neix a la Selva de Francònia i desguassa al Rin enfront de la ciutat de Magúncia (en alemany Mainz).
Malgrat que el seu recorregut és molt sinuós, el Main és navegable al llarg de 396 km. A través del canal Rin-Main-Danubi enllaça el Rin amb el Danubi.
El seu curs creua els estats de Baviera, Baden-Württemberg (marca la frontera amb Baviera uns quilòmetes) i Hessen.
Entre les ciutats més que travessa, cal destacar Würzburg, Offenbach del Main, Frankfurt, Bayreuth, Kulmbach, Lichtenfels, Bamberg, Schweinfurt, Aschaffenburg, Hanau, i Rüsselsheim.
El seu nom llatí fou Moenus. Naixia a les muntanes Sudeti prop de Menosgada, passava pel territori dels hermondurs i els Agri Decumates, i desaiguava al Rin no lluny de Moguntiacum

## Origen del nom
El nom del riu Main prové de l'època dels celtes, que denominaven al riu Moin o Mogin. Quan els romans van arribar a la zona en el segle I a. C., van llatinitzar el nom a Moenus, així apareix en Plini el vell en el seu Naturalis Historia, o Tàcit a la seva obra Germània. Existeixen noms similars a Irlanda (Maoin) i Gran Bretanya (Meon del llat. maionus). Hi ha diverses teories sobre l'etimologia del seu nom. Per exemple, certs autors al·leguen que en els idiomes antics d'Europa té com a significat aigua, d'aquesta forma en letó maina, lituà maiva. D'altres diuen que pot provenir del llatí Mur Circular (moenia). En l'època medieval es va denominar 'Moyn o Moyne i no va ser fins i tot el segle xiv quan es va començar a denominar amb el nom que coneixem avui en dia.
En els dialectes de la zona es pronuncia de les següents formes:
- Maa en l'Alta Francònia (Oberfranken),
- Mee en la Baixa Francònia (Unterfranken),
- Mää a la regió d'Aschaffenburg,
- Maa a la comarca de Frankfurt del Main.

## Geomorfologia i hidrologia
El recorregut principal del riu Meno es realitza a la zona de Francònia i Baviera i a través de la part sud d'Hesse. Al sector de la ciutat Wertheim, quan arriba a la longitud de 25 Kilòmetres, comença a formar la frontera entre Baviera i Baden-Württemberg, d'aquesta forma acaba desembocant en el riu Rin en Wiesbaden davant la part antiga de la ciutat de Magúncia Renània-Palatinat.

### Flora i fauna
La fauna del riu és rica en peixos i d'aquesta forma pot observar-se bons exemplars de Angila Europea, Barbo, Platica, Aitel, Perca de rió, Blica, Blica, Hecht, varietats de carpes, Narigut, Rapfen.

### Inundacions
Des de l'any 1826 estar-se realitzant mesuraments exactes dels nivells del riu, sent els nivells més alts:
- març del 1845
- 27 de novembre de 1882
- 31 de desembre de 1882

En els segles xx i XXI hi va haver en les següents dates:
- 1920
- febrer de 1908
- 30 de gener de 1995
- 27 de febrer de 1970

## Navegació
Els treballs realitzats de forma intensiva han fet del Main un riu navegable, d'aquesta forma es pot portar carregaments mitjançant vaixells especials a la desembocadura del riu Rin, mitjançant el Canal Rin-Main-Danubi i al seu riu Altmühl altament regulat sobre totes les vies del Danubi. El riu ha estat canalitzat al llarg de 34 grans encluses (300 m x 12 m) per permetre als contenidors denominats CEMT de classe V (110 m x 11.45 m) navegar la longitud total del riu. El disseny de les 16 últimes cales adjacents al canal del Rin-Main-Danubi té les mateixes dimensions que les cales del riu Danubi.
Des de la boca del riu fins a la seva desembocadura al canal té 384 quilòmetres al llarg. El recorregut serpentejant del riu és la raó de la seva considerable longitud, si el riu tingués una avinguda en línia recta és molt possible que no tingués ni la meitat de la seva actual longitud. A causa dels estretors que té el riu els pilots dels combois de contenidors han de tenir especials habilitats per circular per ell.
A Frankfurt s'ha creat un nus de comunicacions i una plataforma per al comerç.

### Nivells de profunditat

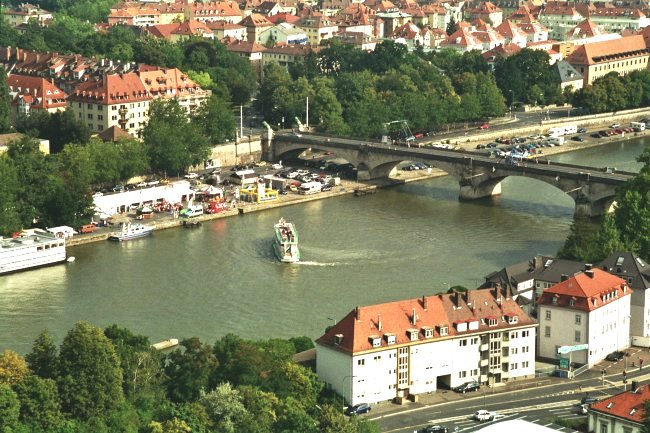
Embarcació en el Main, Würzburg.

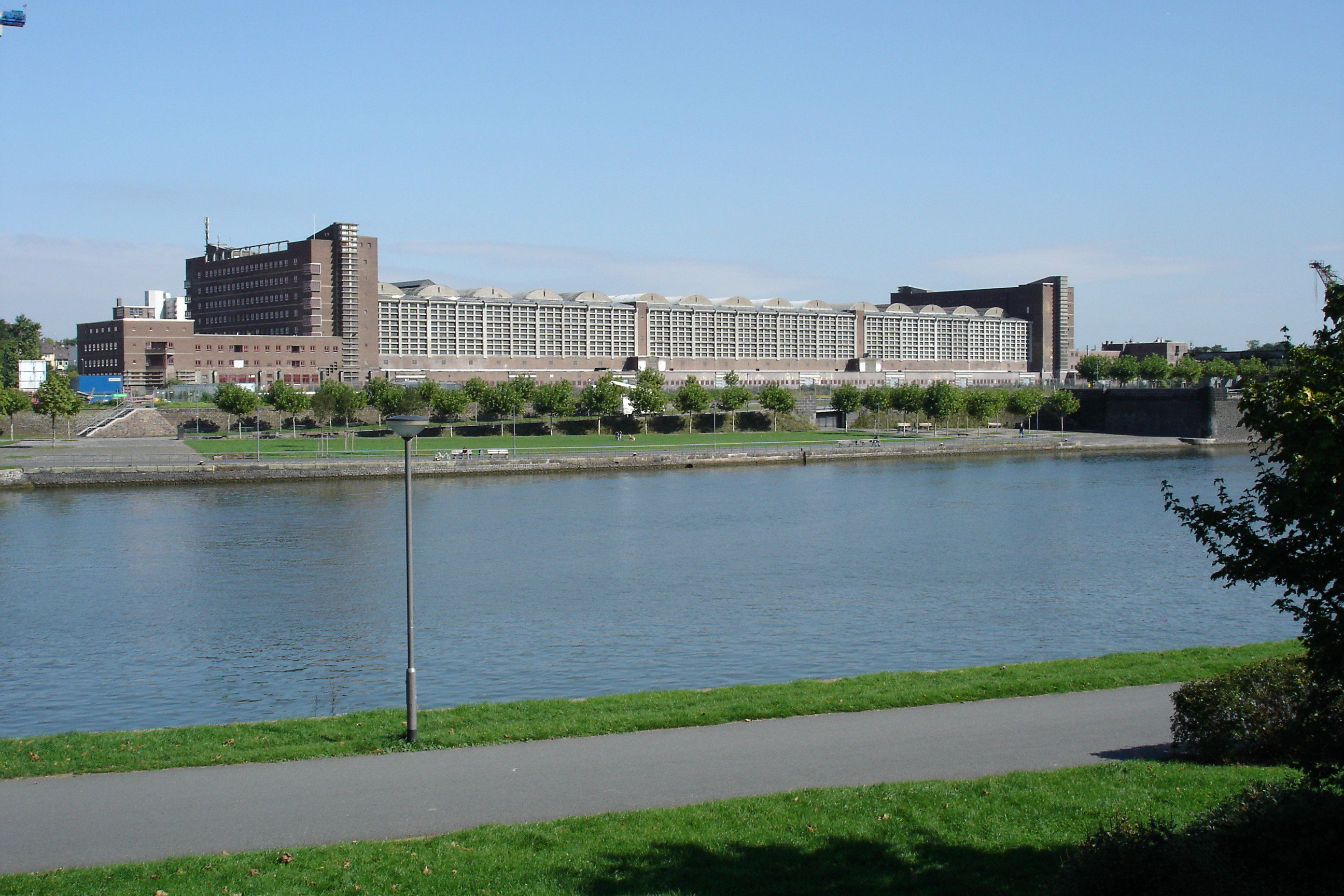
Terreny on es construiria l'edifici seu del Banc Central Europeu.

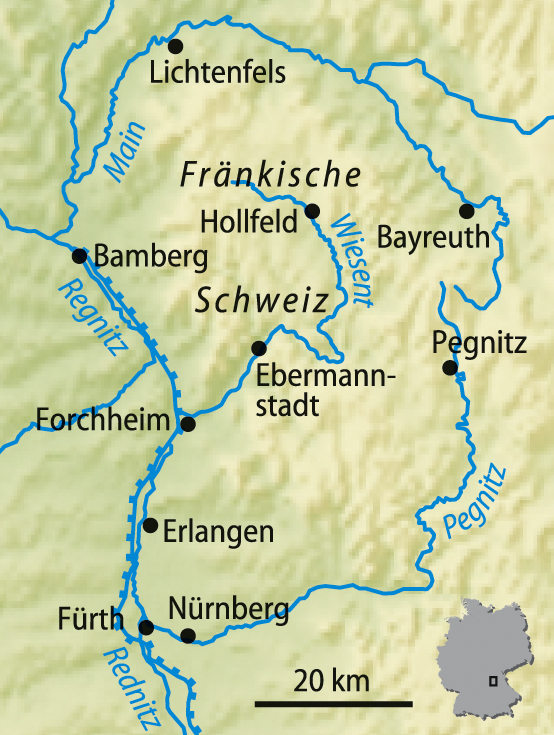
El riu Main com a frontera nord de la Francònia Suïssa (Fränkische Schweiz)

La següent taula conté els nivells de profunditat en llocs importants del riu:
|    | Represa        | Posició (km) | Longitud de la represa | Aigües amunt NN +m | Salt d'aigua | Potència kW |
| -- | -------------- | ------------ | ---------------------- | ------------------ | ------------ | ----------- |
| 1  | Viereth        | 380,70       | 0                      | 230,86             | 6,00         | 6.200       |
| 2  | Limbach        | 367,18       | 13.52                  | 224,86             | 8,36         | 3.700       |
| 3  | Knetzgau       | 359,78       | 7,39                   | 219,50             | 4,24         | 2.900       |
| 4  | Ottendorf      | 345,26       | 14,52                  | 215.26             | 7,59         | 6.300       |
| 5  | Schweinfurt    | 332,04       | 13,23                  | 207,67             | 4,67         | 3.800       |
| 6  | Garstadt       | 323,50       | 8,53                   | 203,00             | 4,69         | 3.900       |
| 7  | Wipfeld        | 316,29       | 7,21                   | 198,31             | 4,31         | 2.900       |
| 8  | Gerlachshausen | 300.51       | 15,78                  | 194,00             | 6,30         | 3.900       |
| 9  | Dettelbach     | 295,40       | 5,11                   | 187,70             | 5,50         | 4.200       |
| 10 | Kitzingen      | 283,96       | 11,42                  | 182,20             | 3,66         | 3.000       |
| 11 | Marktbreit     | 275,78       | 8,30                   | 178,75             | 3,31         | 2.100       |
| 12 | Goßmannsdorf   | 269,03       | 6,65                   | 175,23             | 3,40         | 2.000       |
| 13 | Randersacker   | 258,89       | 10,14                  | 171,83             | 3,30         | 2.000       |
| 14 | Würzburg       | 252,51       | 6,37                   | 168,53             | 2,75         | 900         |
| 15 | Erlabrunn      | 241,20       | 11,31                  | 165,78             | 4,15         | 2.700       |
| 16 | Himmelstadt    | 232,29       | 8,91                   | 161,63             | 4,30         | 2.500       |
| 17 | Harrbach       | 219,47       | 12,82                  | 157,33             | 4,90         | 3.000       |
| 18 | Steinbach      | 200,67       | 18,79                  | 152,43             | 5,14         | 4.200       |
| 19 | Rothenfels     | 185,89       | 14,79                  | 147,29             | 5,26         | 4.200       |
| 20 | Lengfurt       | 174,51       | 11,38                  | 142,03             | 3,99         | 2.600       |
| 21 | Eichel         | 160,47       | 14,04                  | 138,04             | 4,50         | 3.100       |
| 22 | Faulbach       | 147,07       | 13,40                  | 133,54             | 4,51         | 4.100       |
| 23 | Freudenberg    | 133,95       | 13,12                  | 129,03             | 4,51         | 4.300       |
| 24 | Heubach        | 122,36       | 11,59                  | 124,50             | 4,00         | 3.400       |
| 25 | Klingenberg    | 113,05       | 9,31                   | 120,52             | 4,00         | 3.000       |
| 26 | Wallstadt      | 101,20       | 11,85                  | 116,52             | 4,00         | 3.400       |
| 27 | Obernau        | 92,91        | 8,29                   | 112,52             | 4,00         | 3.200       |
| 28 | Kleinostheim   | 77,91        | 15,00                  | 108,51             | 6,80         | 9.700       |
| 29 | Krotzenburg    | 63,85        | 14,06                  | 101,71             | 2,74         | ---         |
| 30 | Mühlheim       | 53,19        | 10,39                  | 98,97              | 3,77         | 4.800       |
| 31 | Offenbach      | 38,51        | 14,67                  | 95,20              | 3,18         | 4.100       |
| 32 | Griesheim      | 28,69        | 9,83                   | 92,02              | 4,49         | 4.900       |
| 33 | Eddersheim     | 15,55        | 13,14                  | 87,53              | 3,61         | 3.640       |
| 34 | Magúncia       | 3,21         | 12,34                  | 83,92              | (Rin)        | ---         |

## Galeria d'imatges

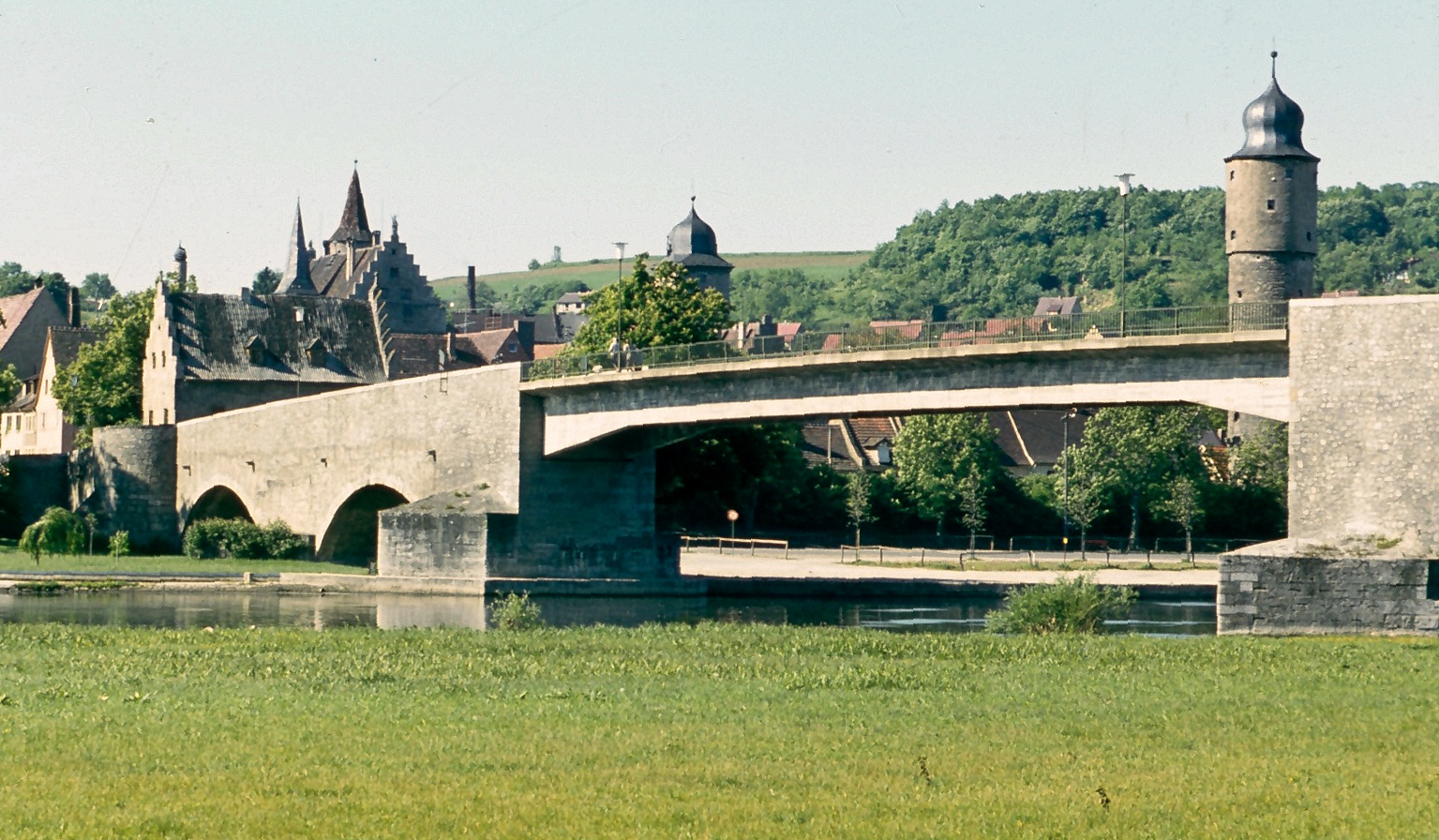
Ochsenfurt
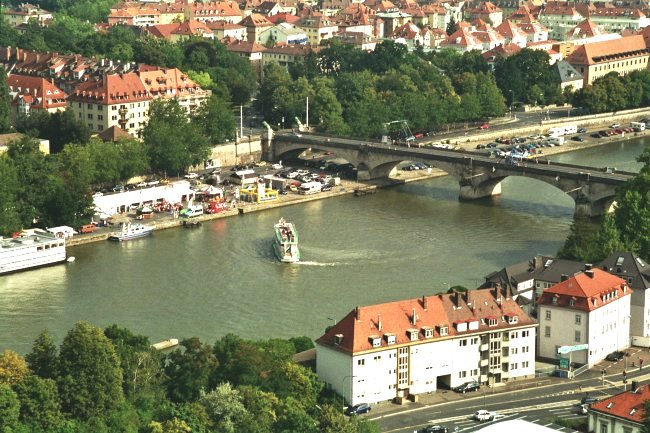
Würzburg
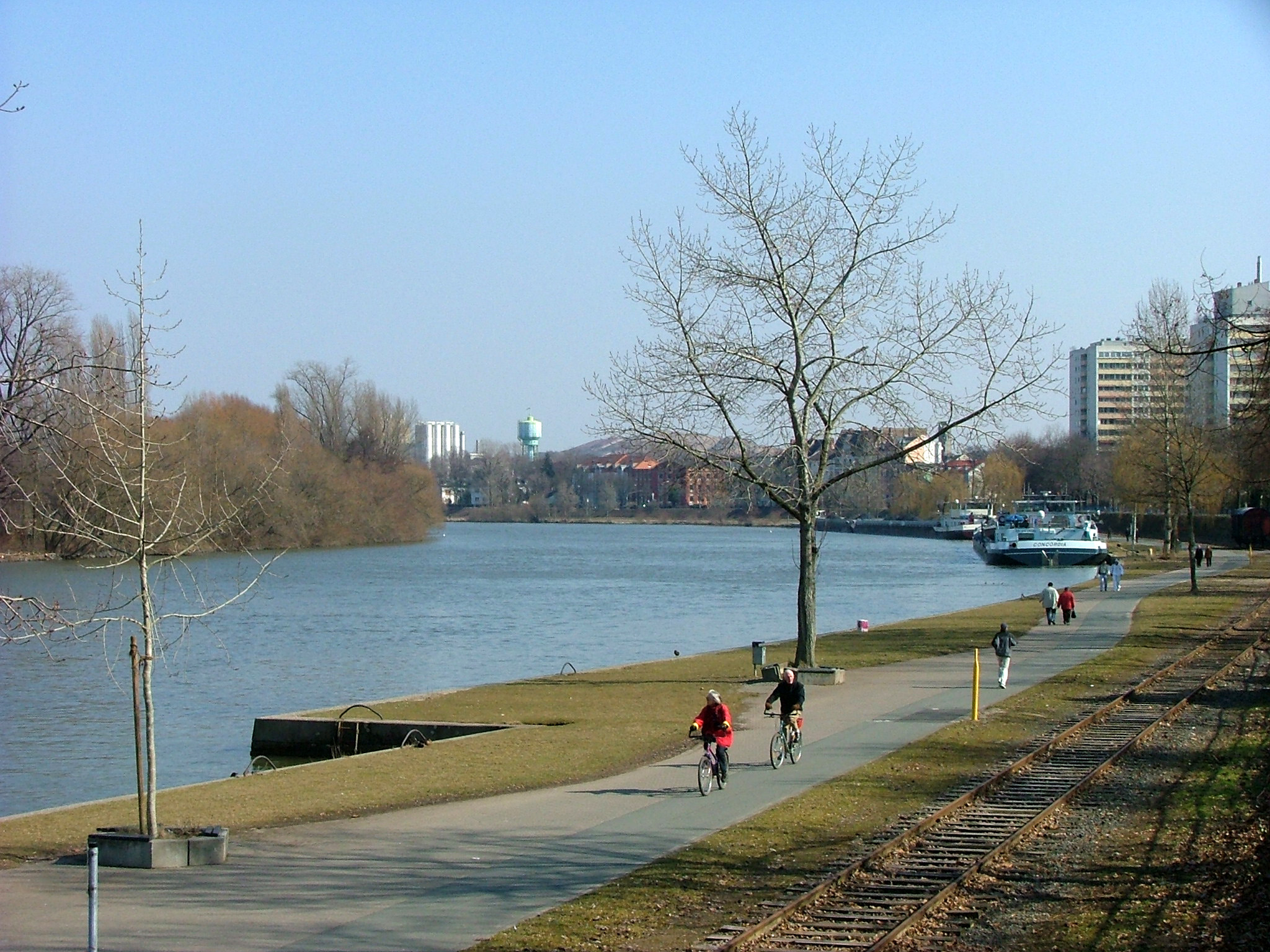
Offenbach del Main
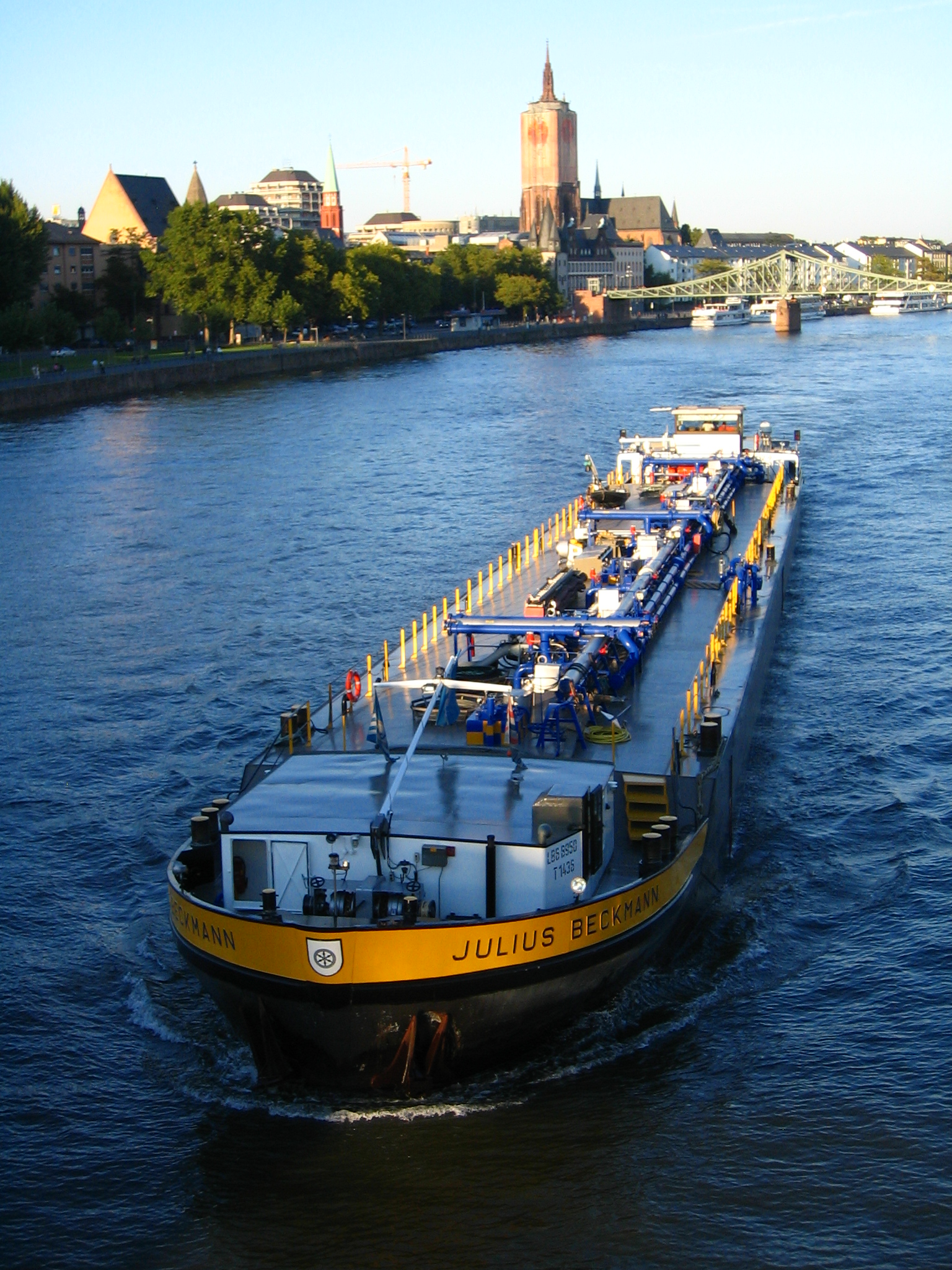
Frankfurt
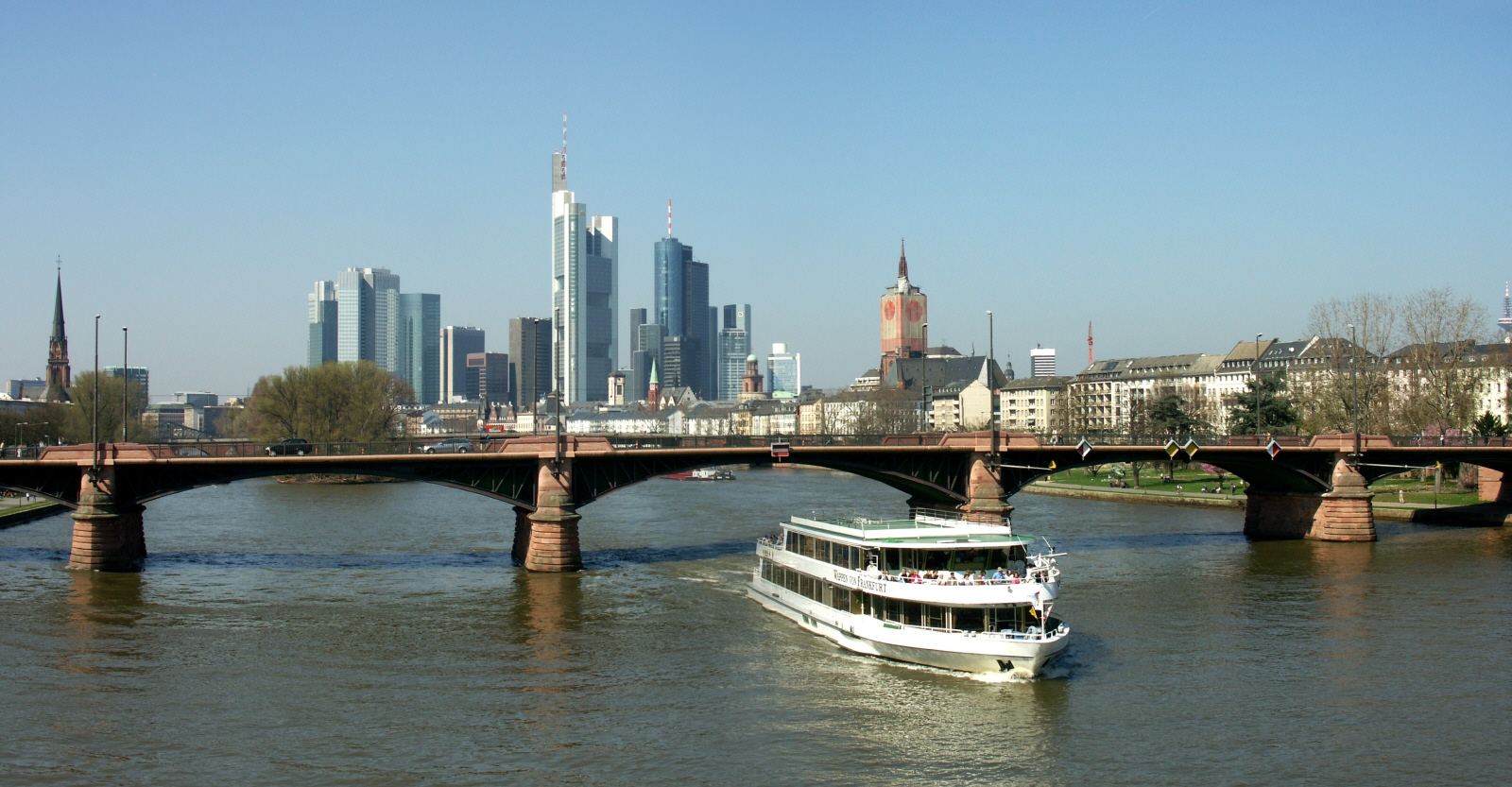
Frankfurt